# PoTeChi
『PoTeChi』（ぽてち）は、野川さくらの3枚目のアルバムである。2005年（平成17年）3月24日にランティスから発売された。

## 解説
「三鷹市上連雀」は影山ヒロノブがセルフカバーしている（アルバム『30years3ounce』（2007年）収録の「シモキタ」）。

## 収録曲
1. 三鷹市上連雀
  - 作詞・作曲：影山ヒロノブ / 編曲：須藤賢一
2. ヤダ！！
  - 作詞・作曲：影山ヒロノブ / 編曲：須藤賢一
3. まふゆの花火
  - 作詞：尾崎雪絵 / 作曲：影山ヒロノブ / 編曲：須藤賢一
4. 君色パレット
  - 作詞：rino / 作曲：影山ヒロノブ / 編曲：須藤賢一
  - テレビアニメ『Φなる・あぷろーち』オープニングテーマ
5. I'm Not In Love
  - 作詞：mavie / 作曲：影山ヒロノブ / 編曲：須藤賢一
6. アカシア
  - 作詞：アツミサオリ / 作曲：影山ヒロノブ / 編曲：須藤賢一
7. 正しい恋愛
  - 作詞：三重野瞳 / 作曲：影山ヒロノブ /  編曲：須藤賢一
8. 涙のティアラ
  - 作詞：rino / 作曲：影山ヒロノブ / 編曲：須藤賢一
  - テレビアニメ『Φなる・あぷろーち』挿入歌
9. Just a Boyfriend
  - 作詞：桃井はるこ / 作曲：影山ヒロノブ / 編曲：須藤賢一
10. SA・YO・NA・RA
  - 作詞：尾崎雪絵 / 作曲：影山ヒロノブ / 編曲：須藤賢一
11. Joyeux Noël 〜聖なる夜の贈りもの〜
  - 作詞：尾崎雪絵 / 作曲：影山ヒロノブ / 編曲：須藤賢一
12. PoTeChi
  - 作詞：野川さくら / 作曲・編曲：影山ヒロノブ
13. 遥か
  - 作詞・作曲：影山ヒロノブ / 編曲：須藤賢一